# Simone Jäiser
Simone Jäiser est une voltigeuse suisse née le 24 octobre 1986. Au cours de sa carrière sportive, elle a notamment été championne d’Europe de voltige en individuel en 2015 et médaille de bronze en individuel lors des Jeux équestres mondiaux de 2014.